# Dominique van Wensveen
Dominique van Wensveen (8 februari 1994) is een Nederlands voetballer. Zij behoorde vanaf 2012 tot de speelsters van het FC Utrecht dat in 2007 toetrad tot de Eredivisie voor vrouwen.

## Statistieken
| Seizoen                    | Club       | Land      | Competitie            | Wed. | Goals |
| -------------------------- | ---------- | --------- | --------------------- | ---- | ----- |
| 2012/13                    | FC Utrecht | Nederland | BeNe League Orange    | 9    | 0     |
| 2012/13                    | FC Utrecht | Nederland | Women's BeNe League B | 7    | 3     |
| Totaal                     | Totaal     | Totaal    | Totaal                | 16   | 3     |
| Bijgewerkt tot 30 mei 2013 |            |           |                       |      |       |